# Wappen von Tarent
Das Wappen von Tarent stellt in Blau einen nackten jungen Mann dar, der einen Delphin reitet. Um den linken Arm hat er ein Tuch gewickelt, während er mit der rechten Hand einen Dreizack hält.
Nach der mythischen Geschichte von der Gründung der Stadt soll der junge Mann Taras, der Sohn Poseidons (Gott aller Meere) sein, der im Fluss Tara ertrunken sei. 
Man erzählt, dass, während Taras seinem Vater Poseidon Opfer erbrachte, plötzlich ein Delphin erschienen sei. Das sei als Glück interpretiert worden und Taras habe sich so ermutigt gefühlt hier eine Stadt zu gründen, die er dann regiert habe.
Ein rotes eingebogenes Schildhaupt zeigt eine goldene Muschel zwischen der goldenen Aufschrift TA und RAS. Taras ist der griechische Name von Taranto.
Über dem Wappen befindet sich eine fünfzinnige Mauerkrone. Der Schild wird von je einem beblätterten grünen Zweig begleitet, die mit einer Schleife gebunden sind.  
Dieses Wappen wurde offiziell 1935 anerkannt.